# Vanvey
Vanvey ist eine französische Gemeinde mit 239 Einwohnern (Stand 1. Januar 2022) im Département Côte-d’Or in der Region Bourgogne-Franche-Comté (vor 2016: Burgund). Die Gemeinde gehört zum Arrondissement Montbard und zum Kanton Châtillon-sur-Seine.
Die Einwohner werden Vanvéens und Vanvéennes genannt.

## Geographie
Vanvey liegt circa zehn Kilometer ostsüdöstlich von Châtillon-sur-Seine in dessen Einzugsbereich (Aire urbaine) in der Châtillonnais, einer Région naturelle.
Umgeben wird Vanvey von den vier Nachbargemeinden:
|               | Louesme                                     |                         |
| Maisey-le-Duc | Kompassrose, die auf Nachbargemeinden zeigt | Voulaines-les-Templiers |
|               | Villiers-le-Duc                             |                         |

Vanvey liegt im Einzugsgebiet des Flusses Seine. Die Ource, ein Nebenfluss der Seine, durchquert das Gebiet der Gemeinde.

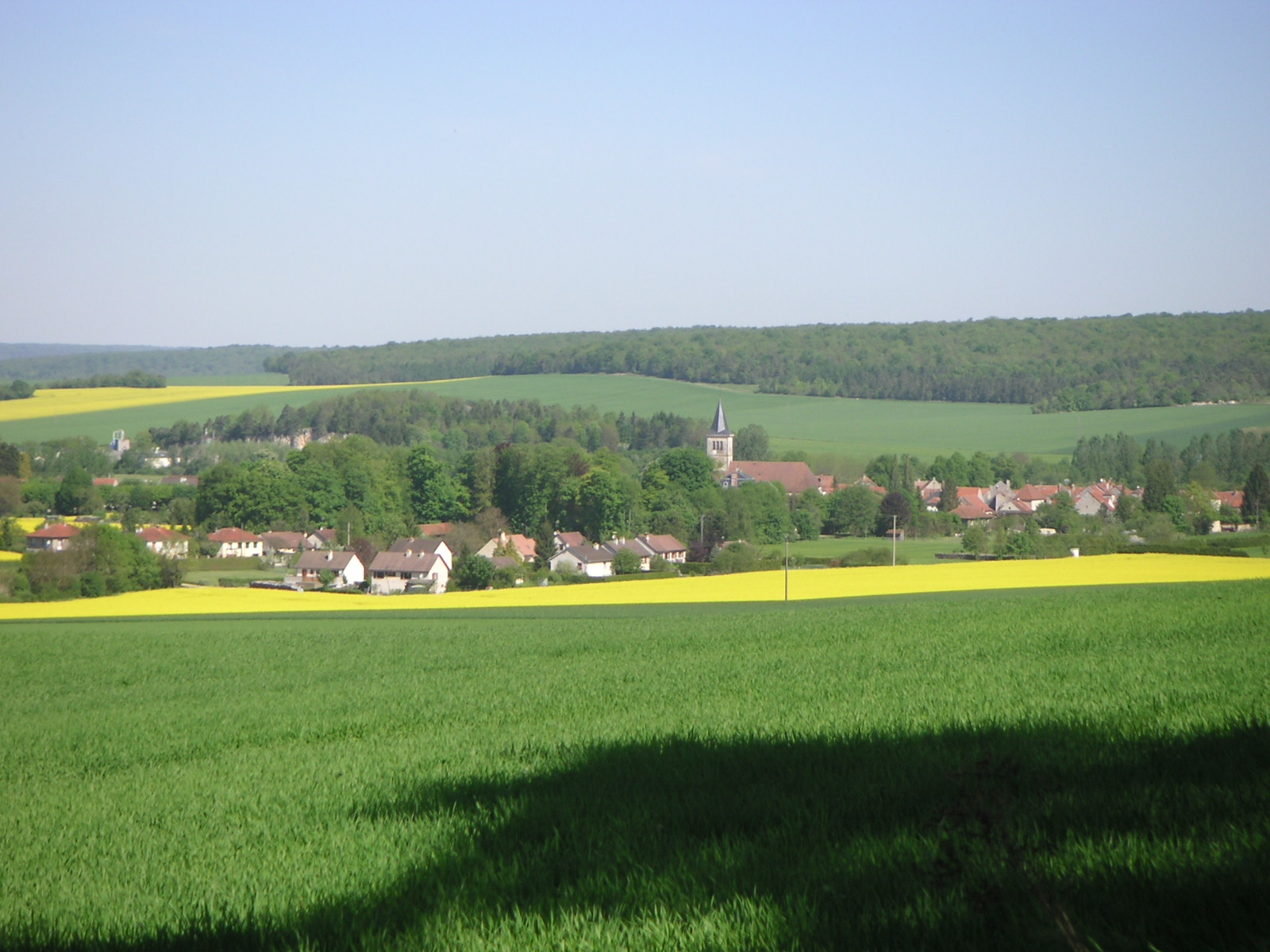
Blick auf das Zentrum von Vanvey

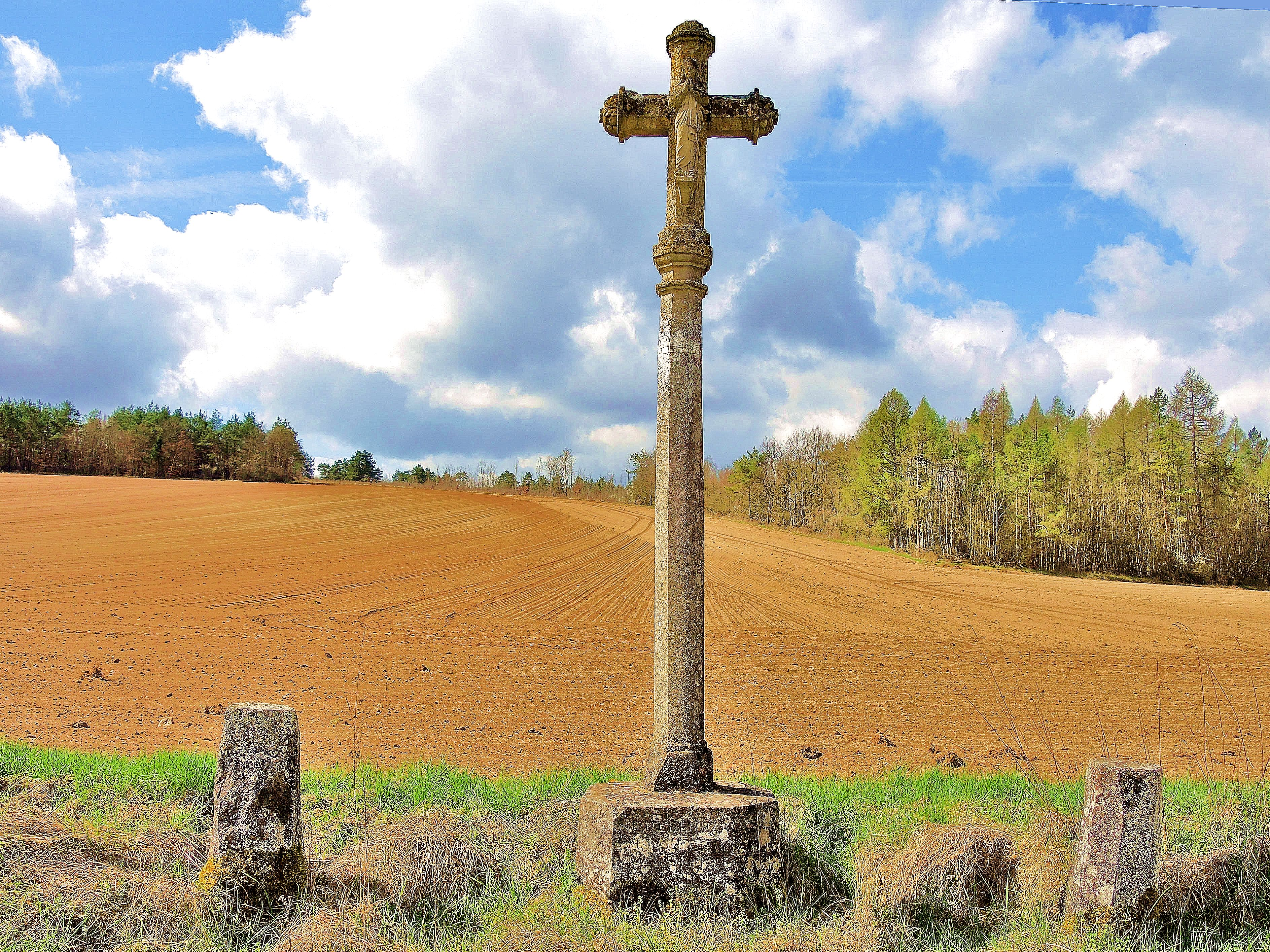
Wegekreuz am Ort mit dem Flurnamen Moulin-du-haut

## Geschichte
Der Standort Saint-Phal im äußersten Süden des Gemeindegebiets liegt auf 306 Metern Höhe. Luftaufnahmen zeigen Spuren einer früheren Befestigung rund um dem Gipfel, die auf ein frühgeschichtliches Oppidum hinweisen könnten. Bekannt ist seit längerer Zeit die Existenz eines Friedhofs aus Merowingerzeit. Eine Ausgrabung ist allerdings bisher nicht erfolgt. Jedoch sind zahlreiche Sarkophage aus der Umgebung und ein Gurtschloss aus dem siebten Jahrhundert geborgen worden. Seit dieser Zeit wird der Friedhof genutzt. Der Bau einer Kirche zu Ehren eines merowingischen Heiligen ist deshalb wahrscheinlich. Die Christianisierung erfolgte im achten oder neunten Jahrhundert.
Ursprünglich war Vanvey ein Teilort von Villiers-le-Duc und gehörte somit zu seiner Grundherrschaft. Es umfasste über 800 Jahre einen Weiler, eine Wassermühle, eine Schmiede, einen Schmelzofen und ein kleines Priorat der Abtei Saint-Bénigne in Dijon. Gilles Buretey, Schneider aus Toulouse und Kammerjunker des Schwagers des französischen Königs Heinrich III., erhielt von Heinrich IV. im Jahre 1596 die Erlaubnis, eine zweite Weizenmühle und eine Walkmühle zu errichten. Die neue Mühle wurde später in eine Gießerei, dann in einen Schmelzofen, schließlich in ein Sägewerk umgewandelt. Im Jahre 1645 errichteten die Einwohner von Vanvey flussaufwärts der Schmiede eine dritte Mühle. Das Priorat wurde im Jahre 990 von Adelheid von Burgund gegründet. Es wurde 1450 an den Benediktinerorden übertragen und bestand bis zur Französischen Revolution. Aufgrund der Industrie wuchs die Bevölkerung und die Bedeutung von Vanvey an, so dass im 16. Jahrhundert eine Truppe von 500 Arkebusier aufgestellt werden konnte und im Jahre 1500 eine Stadtmauer mit Türmen und drei Stadttoren errichtet wurde. Diese Verteidigungsmaßnahmen bewährten sich während der Hugenottenkriege, als im Juli 1586 3.000 deutsche Landsknechte auftauchten und Waren erpressen wollten. Nach 15 Tagen Belagerung zogen sie ergebnislos ab und plünderten andere Gemeinden der Umgebung, insbesondere Massingy. Der achte Hugenottenkrieg hatte den Charakter eines Bürgerkriegs und befeuerte in Frankreich Bestrebungen nach Unabhängigkeit, so auch in Vanvey. 1631 wurde noch eine königliche Armee zum Abzug genötigt, 1636 plünderte eine weitere königliche Armee die Werke außerhalb der Stadtmauern, deren Tore erneut verschlossen waren. Die Stadtmauer konnte nicht verhindern, dass in den Koalitionskriegen 1814 österreichische Truppe zeitweise Quartier bezogen und von November 1870 bis April 1871 während des Deutsch-Französischen Krieges zahlreiche Truppenverbände durch die Gemeinde zogen und einen bedeutenden Beitrag zur Versorgung forderten.
Im Jahre 1882 wurde die Eisenbahnstrecke zwischen Châtillon-sur-Seine und Is-sur-Tille mit einem Bahnhof in Vanvey eingeweiht. Sie beförderte einen Aufschwung der Sägewerke und der Schmiede in Vanvey. Neben den Gütern wurden auch Personen befördert. 1993 wurde der reguläre Betrieb auf der Strecke eingestellt.
In den 1960er Jahren wurden Gebäude in Vanvey zur Aufnahme von Harkis und deren Familien errichtet. Die Männer wurden vom Office national des forêts zum Anlagen von Wegen im Wald von Châtillon angestellt. Das Lager wurde um 1970 aufgelöst. Die Familien siedelten in benachbarte Gemeinden um, suchten eine neue Arbeit oder zogen zu Verwandten nach Südfrankreich.

## Einwohnerentwicklung
Nach Beginn der Aufzeichnungen stieg die Einwohnerzahl bis zur ersten Hälfte des 19. Jahrhunderts auf einen Höchststand von rund 925. In der Folgezeit sank die Größe der Gemeinde bei kurzen Erholungsphasen, ein Trend, der bis heute anhält.
| Jahr                       | 1962 | 1968 | 1975 | 1982 | 1990 | 1999 | 2006 | 2011 | 2022 |
| -------------------------- | ---- | ---- | ---- | ---- | ---- | ---- | ---- | ---- | ---- |
| Einwohner                  | 426  | 563  | 412  | 332  | 356  | 313  | 287  | 227  | 239  |
| Quellen: Cassini und INSEE |      |      |      |      |      |      |      |      |      |

## Sehenswürdigkeiten

### Pfarrkirche Notre-Dame-de-l’Assomption
Sie wurde zwischen 1781 und 1786 als Ersatz für den mittelalterlichen Vorgängerbau errichtet. Der Anlass hierzu war, dass zu Beginn des 17. Jahrhunderts die bisherige Pfarrkirche, die Kapelle Saint-Phal, zur Filialkirche der Pfarrkirche Saint-Jean-Baptiste der Nachbargemeinde Villiers-le-Duc wurde. Zwischen 1831 und 1833 wurde die baufällige Vorhalle abgerissen und durch einen kleineren Neubau mit einem Dreiecksgiebel und vier Säulen nach Plänen des Architekten Simon Tridon aus Châtillon-sur-Seine ersetzt.
Mit Ausnahme der Vorhalle ist die Kirche seit dem 23. Juli 1976 als Monument historique eingeschrieben.
Unter den zahlreichen Ausstattungsgegenständen, die im Inventar des Kulturerbes eingeschrieben sind, sind auch zwei Objekte, die als Monument historique der beweglichen Güter klassifiziert sind. Es handelt sich um eine Kanzel aus Eichenholz aus dem ausgehenden 18. Jahrhundert und um eine Skulpturengruppe aus bemaltem und teilweise vergoldetem Holz mit der Darstellung Marias bei ihrer Aufnahme in den Himmel zwischen zwei Engeln. Die Figuren der Engel stammen aus dem 17. Jahrhundert, die Figur Marias aus der ersten Hälfte des 19. Jahrhunderts.

### Kapelle Saint-Phal

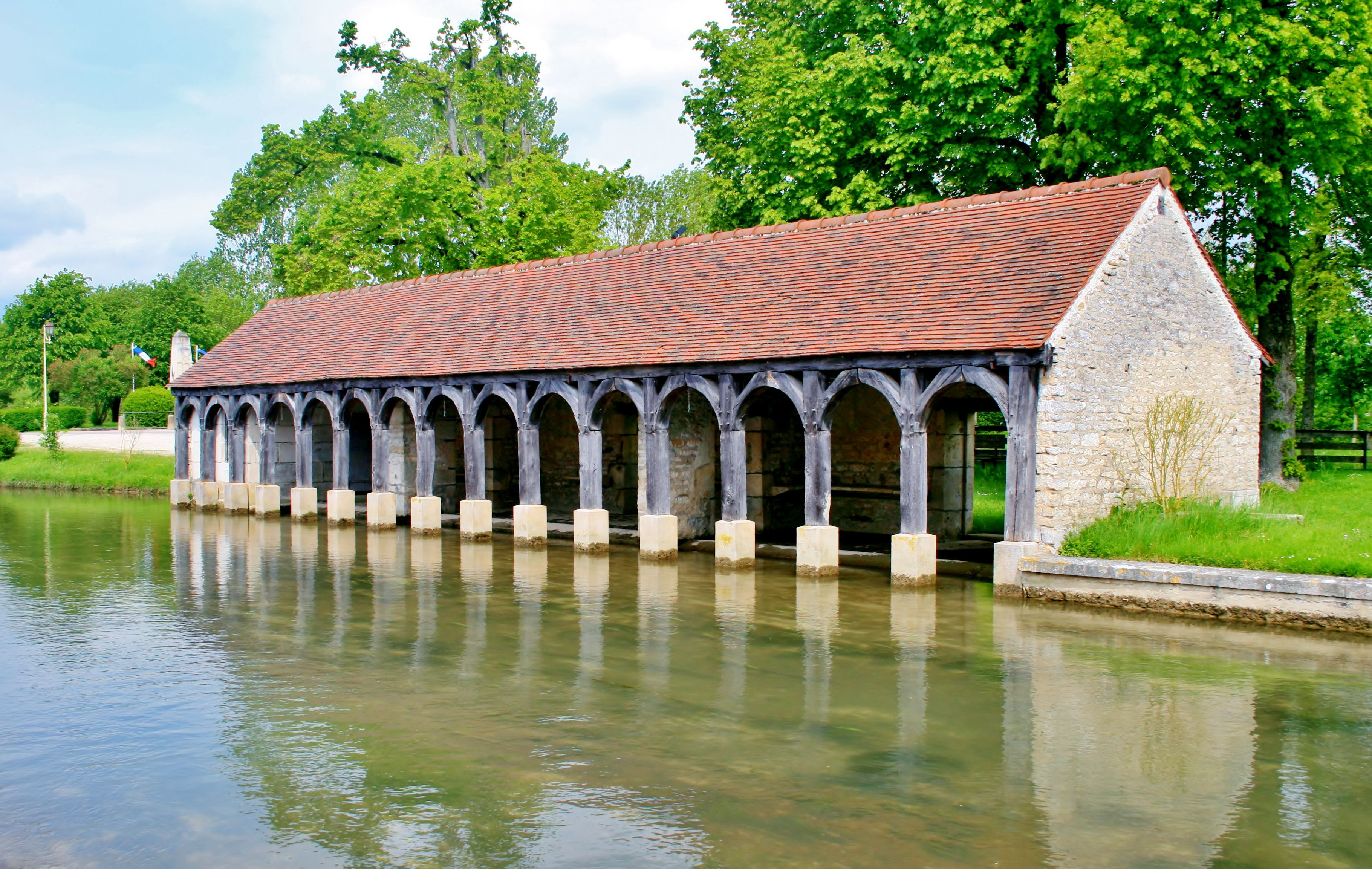
Waschhaus

Sie ist dem heiligen Fidolus geweiht, der im sechsten Jahrhundert lebte und Priester und zweiter Abt des Klosters in Isle-Aumont bei Troyes war. Sein Gedenktag ist der 16. Mai und es wurden Wallfahrten an diesem Tag veranstaltet, an denen zu Beginn des 19. Jahrhunderts bis zu 10.000 Personen teilnahmen. Zeitweise wurde ein Knochen des Unterarms des Heiligen als Reliquie in der Kapelle nach ihrem Bau aufbewahrt, bevor er in die Pfarrkirche von Vanvey überführt wurde.
Im 15. oder 16. Jahrhundert wurde die Kapelle oder Kirche aus dem achten oder neunten Jahrhundert restauriert und wenig später wesentlich erweitert. Während der Französischen Revolution wurde sie beschädigt und zerfiel. Das Querschiff, das aus zwei Seitenkapellen bestand und das Langhaus wurden 1816 abgerissen, so dass nur noch die polygonale Apsis und die Vierung mit dem darüberliegenden Glockenturm übrig geblieben sind. Das Dach und der Turmhelm wurden im Jahre 1903 erneuert. Die Kapelle ist seit dem 4. Februar als Monument historique klassifiziert, seit dem 7. März 1990 eingeschrieben.
Im Jahre 1885 wurde unter einem dünnen Anstrich eine großflächige Wandmalerei mit der Darstellung der biblischen Szene der Verkündigung des Herrn entdeckt. Sie stammt aus dem 15. oder 16. Jahrhundert und ist seit 4. Februar 1965 als Monument historique klassifiziert.

### Waschhaus
Es wurde zwischen 1770 und 1773 am Ufer des Flusses Ource errichtet und ist seit dem 24. Juni 1976 als Monument historique eingeschrieben.

## Wirtschaft und Infrastruktur

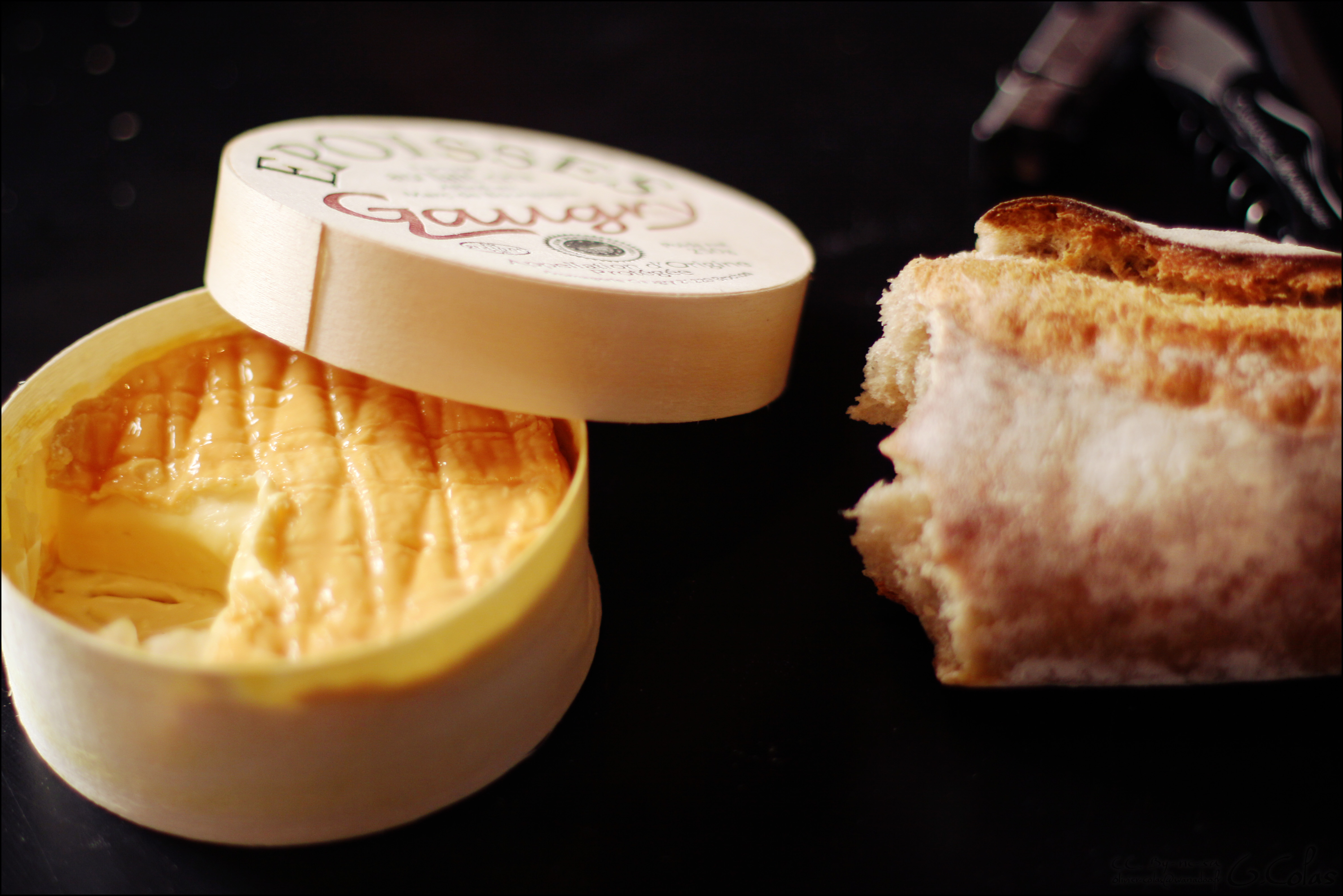
Époisses-Käse in seiner Holzschachtel

Vanvey liegt in der Zone AOC des Époisses, eines Käses aus Kuhmilch.

### Verkehr
Vanvey ist erreichbar über die Routes départementales 102M, 112A und 928, die ehemalige Route nationale 428.